# Juanelo Turriano

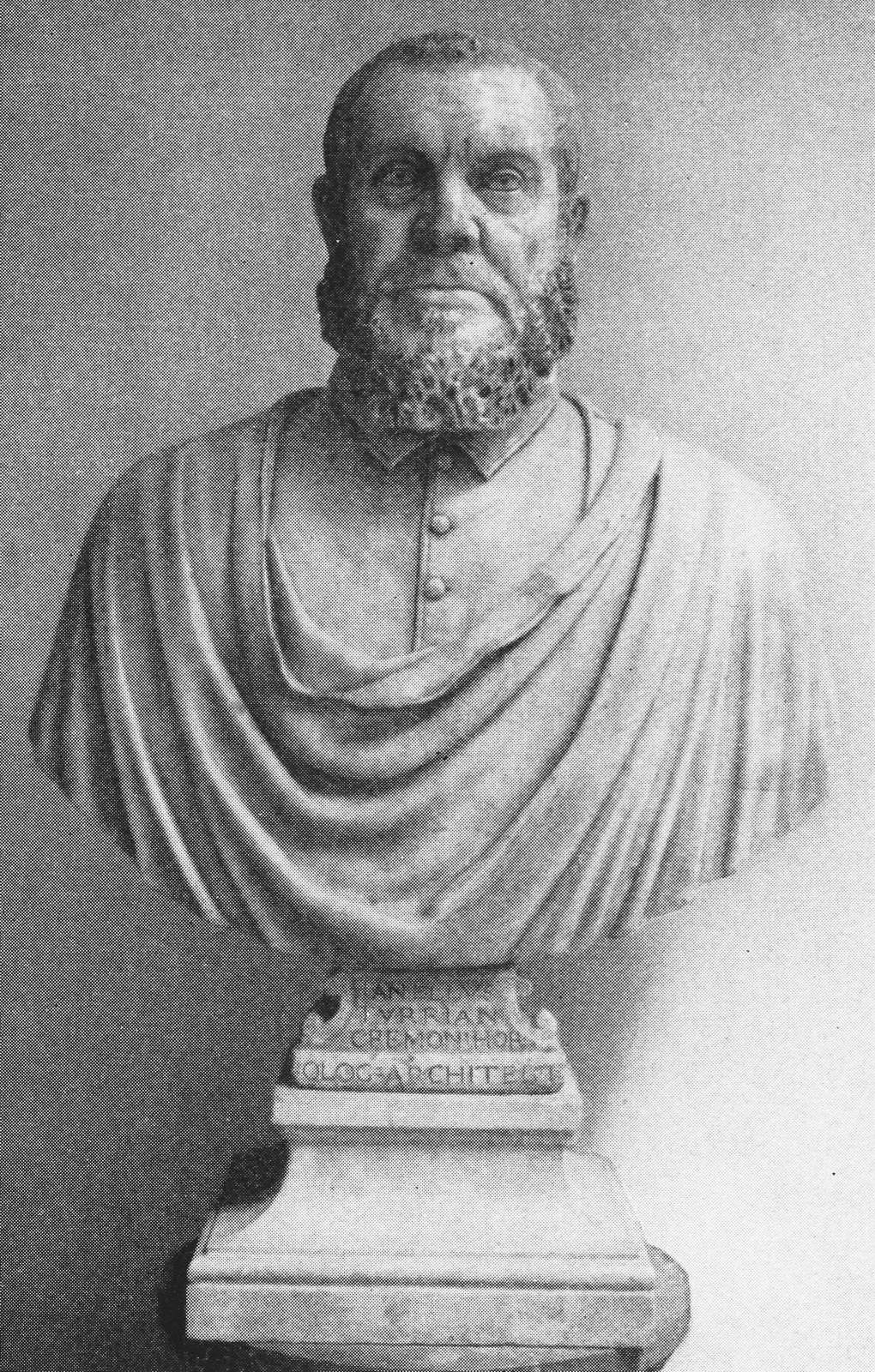
Juanelo Turriano
Bildnisbüste von Alonso Berruguete

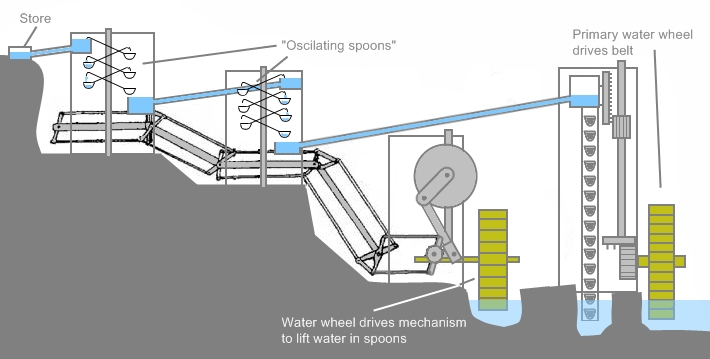
Rekonstruktion der Wasserkunst von Toledo nach Ladislao Reti

Giovanni Juanelo Turriano (* nach 1500 in Cremona; † 13. Juni 1585 in Toledo; auch: Gianello Torriano oder Giovanni Torriano) war einer der bedeutendsten Uhrmacher, Mechaniker und Automatenbauer seiner Zeit. 
Er war als Mechaniker für den an Astronomie und verwandten Wissenschaften interessierten Kaiser Karl V. und dessen Sohn König Philipp II. von Spanien tätig. Ambrosio de Morales (spanischer Humanist, 1513–1591) berichtet, dass sich Turriano unter anderem über 20 Jahre lang mit der Konstruktion einer astronomischen Uhr beschäftigte. Der Bau der Uhr selbst nahm nochmals dreieinhalb Jahre in Anspruch. Sie bestand aus über 1800 Zahnrädern und galt als eine der vollkommensten ihrer Zeit. Bekrönt war die Uhr mit einem Doppelglobus aus der Werkstatt des Gerhard Mercator. Zu seinen Hauptwerken zählt außerdem die Wasserkunst von Toledo. 
Auch eine Beteiligung an der Erfindung einer beweglichen Aufhängung, die sein Freund Gerolamo Cardano erstmals beschrieb, wird ihm zugeschrieben. 1984 wurde ein handgeschriebenes und mit Zeichnungen versehenes Manuskript aus der Spanischen Nationalbibliothek mit dem Titel Los Veintiún Libros de Ingenios y Máquinas publiziert, das seinen Namen trägt. Dieses Werk zeigt auf, dass die Ingenieurkünste eines Leonardo da Vinci in seiner Zeit keinesfalls als singuläres Ereignis anzusehen waren. Jedoch wird auch gelegentlich Pedro Juan de Lastanosa († 1576) als Urheber für dieses Werk genannt.